# چرخه ابرقاره

نقشه پانگه‌آ با نمایش قاره‌های امروزی

چرخه ابرقاره (انگلیسی: Supercontinent cycle) توضیح می‌دهد چگونه قاره‌های زمین در طول میلیون‌ها سال حرکت و تغییر می‌کنند. تصور کنید زمین مانند یک پازل بزرگ است که از قطعات بزرگ به نام صفحات تکتونیکی تشکیل شده است. این صفحات بر روی لایه‌ای از سنگ مذاب داغ در زیر خود شناور هستند. گاهی اوقات، این صفحات به هم نزدیک می‌شوند و یک ابرقاره را تشکیل می‌دهند، که یک توده زمینی بزرگ است که از چندین قاره تشکیل شده است.
یکی از معروف‌ترین ابرقاره‌ها، پانگه‌آ بود که حدود ۳۰۰ میلیون سال پیش وجود داشت. پانگه‌آ مانند یک پازل غول‌پیکر بود که همه قاره‌ها به هم متصل بودند. با گذشت زمان، پانگه‌آ شروع به شکستن کرد و قاره‌ها به آرامی از یکدیگر دور شدند. این حرکت را «حرکت قاره‌ای» می‌نامند.
چرخه ابرقاره فقط یک بار اتفاق نمی‌افتد؛ بلکه بارها و بارها تکرار می‌شود! دانشمندان معتقدند که هر ۲۰۰ تا ۳۰۰ میلیون سال، قاره‌ها به هم می‌آیند و یک ابرقاره جدید تشکیل می‌دهند و سپس دوباره از هم جدا می‌شوند. این چرخه می‌تواند زمان بسیار زیادی طول بکشد، بنابراین ما در طول عمر خود نمی‌توانیم آن را ببینیم.
حرکت قاره‌ها می‌تواند تغییرات زیادی در زمین ایجاد کند. به عنوان مثال، وقتی قاره‌ها به هم برخورد می‌کنند، می‌توانند کوه‌ها را ایجاد کنند، مانند هیمالیا. وقتی از هم دور می‌شوند، می‌توانند اقیانوس‌ها را تشکیل دهند. این چرخه همچنین بر آب و هوا و نوع گیاهان و حیواناتی که در مناطق مختلف زندگی می‌کنند تأثیر می‌گذارد.
درک چرخه ابرقاره به ما کمک می‌کند تا تاریخ زمین را یاد بگیریم و بفهمیم که سیاره ما در طول زمان چگونه تغییر کرده است.